# Entidad de Comunicación y Ondas de Leganés
Entidad de Comunicación y Ondas de Leganés (ECO Leganés) es una asociación sin ánimo de lucro de Leganés (Madrid, España), dedicada desinteresadamente a la creación y la promoción de los medios comunitarios y participativos para Leganés y sus vecinos, donde puedan emitir los generadores de la información y la libre expresión para cualquier ciudadano o colectivo con interés y ganas, y que tengan dificultades de acceso a los medios de comunicación. ECO Leganés se refiere tanto a Entidad de Comunicación y Ondas como Emisora Comunitaria.
Actualmente emite en FM en Leganés y municipios limítrofes en  el 106.9 con en nombre de ECO Leganés Radio. De alguna manera actúa como emisora municipal pero sin serlo.

## Historia e inicios
Fundada el 12 de febrero de 2000, por antiguos socios de asociaciones juveniles, de animación sociocultural y comunicativas, varios de ellos proceden singularmente del extinto proyecto de comunicación para el barrio de La Fortuna, Radio Fortuna. Al no poder crear inmediatamente en su fundación una emisora comunitaria de similares características, opta por crear medios de comunicación alternativos aprovechando los medios tecnológicos disponibles en ese momento. La Red es sin duda el catalizador que aglutina a sus socios.
Como momentos más importantes:
- En noviembre de 2002, comienza el portal de noticias sobre Leganés, que se ha convertido en una auténtica agencia de noticias sobre el municipio.
- Organiza conjuntamente con la Unión de Radios Libres y Comunitarias de Madrid, el Encuentro de Leganés, en diciembre de 2003, que es punto de inicio de posteriores encuentros a nivel nacional de medios de comunicación alternativos.
- Desde el año 2005 es una de las impulsoras de la futura Red de Medios Comunitarios.
- Integrante y miembro de derecho de la federación y red regional de radios, Unión de Radios Libres y Comunitarias de Madrid (URCM), desde el 29 de marzo de 2008, compartiendo objetivos y formas de entender la comunicación comunitaria y participativa.
- En enero de 2008, comienzan las emisiones en pruebas en línea de la Emisora Comunitaria de Leganés.
- En 2009, ganaron un recurso[3][4] en el Tribunal Supremo contra la adjudicación de licencias de radio por la Comunidad de Madrid en 2003. El recurso se había presentado en 2007 de forma individual y conjunta con la Unión de Radios Libres y Comunitarias de Madrid.
- El 24 de mayo de 2009, es cofundadora en la constitución de la Red de Medios Comunitarios[5][6] que abarca los medios de comunicación participativos de base, pertenecientes a la sociedad civil de toda España.
- El 14 de marzo de 2011, ECO Leganés realiza una moción en el Pleno del Ayuntamiento de Leganés, en búsqueda de apoyo al municipio para que fomente y proteja la creación de la emisora comunitaria de Leganés como medio de participación local. A través de la solicitud de apoyo en infraestructura. No se recibe respuesta.
- El 31 de mayo de 2012, una moción presentada en el Pleno municipal, por el partido independiente ULEG, en favor de los medios comunitarios como ECO Leganés, es apoyada por Izquierda Unida y Unión por Leganés, mientras que los partidos mayoritarios se abstienen.[7]

### Reconocimientos
- El 8 de septiembre de 2006, Ayuntamiento de Leganés: "en reconocimiento a una asociación que da voz a los vecinos de Leganés y proporciona herramientas de comunicación para la ciudad".

- El 27 de abril de 2007, Junta de Distrito de La Fortuna, Leganés: con motivo de la inauguración de la Ciudad Deportiva La Fortuna, "en reconocimiento a un colectivo social que mejora la calidad de nuestra ciudad".

- El 16 de mayo de 2009, Ayuntamiento de Durón, Guadalajara: "defensora de una comunicación al alcance de todos, que sirvió de puente entre su ayuntamiento y nosotros (por Ayuntamiento de Durón)[...] nuestra consideración más distinguida".

- El 10 de diciembre de 2013, ECO Leganés es homenajeada por su labor ciudadana en Leganés, por representantes públicos de Leganés de varios partidos políticos, con motivo del XXXV Aniversario de la Constitución española y el LXV de la Declaración de los Derechos Humanos. Los Grupos municipales PSOE, ULEG e IU del Ayuntamiento de Leganés: "quieren hacer con este reconocimiento el trabajo que la Entidad de Comunicación y Ondas de Leganés, ha hecho por la ciudad de Leganés y sus vecinos y vecinas"

- El 7 de mayo de 2015, el Grupo Amás, entidad que engloba a varias asociaciones y fundaciones de atención a personas con discapacidad intelectual y sus familias; reconoce la labor de ECO Leganés, agradeciendo el V Aniversario del Programa de Radio con personas con discapacidad intelectual "Gracias por vuestro apoyo".

### Premios EhCOLega
Desde la creación de esta asociación, instaura el premio anual "EhCOLega", como reconocimiento y distinción de la labor de colectivos y personas que mejoran Leganés, y ejemplo de que la asociación mira hacia afuera y establece puentes de comunicación con otros. Premiados en años anteriores:
- 2011: (desierto)
- 2010: Amnistía Internacional de Leganés
- 2009: Cruz Roja Leganés
- 2008: Asociación Leganés con el Pueblo Saharaui
- 2007: Comunidad Educativa Trabenco
- 2006: Grupo ecologista local SEO-Vanellus (Sociedad Española Ornitológica)
- 2005: Personal del Hospital Severo Ochoa de Leganés
- 2004: Periódico local Mercado de Leganés
- 2003: Plataforma Contra la Tasa de Basuras
- 2002: Asociación Cultura, Paz y Solidaridad Haydee Santamaría
- 2001: Asociación Dinamo Alternativa Social

## Objetivos y actividades
Producciones radiofónicas, videográficas, autoedición de boletines informativos y revistas, así como formación para la ciudadanía leganense, primando los colectivos más silenciados o que mayor dificultades tienen en acceder a los medios de comunicación. Una de sus metas principales es la creación de la Emisora Comunitaria de Leganés, que emitirá localmente en FM y globalmente por Internet.
En este momento la actividad más constante es el portal de información y noticias, que intenta ser un medio alternativo de información, sobre lo que acontece en Leganés. De forma genérica ECO Leganés reivindica el reconocimiento legal de estos medios comunitarios parte de la administración, sobre todo de las emisoras libres y comunitarias.
Mención especial a los equipos de los diferentes deportes tanto masculino como femenina con sede en Leganés:
Fútbol: Club Deportivo Leganés
Baloncesto: Baloncesto Leganés
Balonmano: Club Balonmano Leganés
Voleibol: Club Voleibol Leganés
Artes marciales: destacan a nivel nacional el Club Deportivo Sánchez Élez-Sanabria de taekwondo y el Club Víctor Pradera de kárate y judo.
La Agrupación Deportiva de Integración de Leganés (ADIL) es la principal entidad deportiva para personas con discapacidad.

## Emisora Comunitaria de Leganés
Tras casi ocho años de actividad, y con algunas producciones intermitentes de radiodifusión, en esos años, empiezan las emisiones regulares de la Emisora Comunitaria de Leganés, en difusión por Internet, gracias al convenio firmado el 21 de diciembre de 2007, entre ECO Leganés y la Unión Comarcal Sur de Madrid de UGT.
La presentación oficial se realiza el 18 de enero de 2008. Una radio comunitaria pensada por la ciudadanía, creada para la ciudadanía y participada por la ciudadanía de Leganés.
La emisión se realiza desde un estudio habilitado en los locales de UGT Unión Comarcal Sur, donde ECO Leganés realiza la producción, con una red informática de 2 (producción y emisión)a 9 ordenadores, 7 micrófonos, un programa de continuidad y dos servidores streaming multimedia por Icecast y Shoutcast. Esta emisión online por Internet es el primer paso para en un medio plazo la emisión en frecuencia modulada.
Además de su programación propia emite programas realizados por otras emisoras pertenecientes a Unión de Radios Libres y Comunitarias de Madrid o realizados conjuntamente para ser emitidos en todas las emisoras de Unión de Radios Libres y Comunitarias de Madrid.
Actualmente emite en FM en Leganés y municipios limítrofes en  el 106.9 con en nombre de ECO Leganés Radio. De alguna manera actúa como emisora municipal pero sin serlo.

## En televisión
Existe una televisión semi-municipal llamada TVL Teleganes que emite en TDT en casi toda la Provincia de Madrid en el canal 53 de TDT sin estar resuelta su situación.
Esta televisión colabora de forma activa con Entidad de Comunicación y Ondas de Leganés y viceversa.
Emite simultáneamente algunos programas realizados por Entidad de Comunicación y Ondas de Leganés el cual se emite simultáneamente por Eco Leganés y Teleganés.
En la actualidad los canales de TV pertenecientes a Asociación de Televisiones Locales de la Comunidad de Madrid (Canal 33 Madrid, Mad 33, Tele K, Teleganés (TVL),  Arganda TV, etcétera) están asociados para emitir algunos programas de Cadena Local TV - Local Media TV, TeleSUR y Euronews, con a la hora que más convenga a cada canal de TV, también emiten a la hora que más les convenga programas realizados por las restantes televisiones de la asociación.
Cuando los derechos se lo permiten emite el directo los encuentros de los diferentes equipos en que participa el equipo de Leganés sea el deporte que sea y categoría.

## Documentos relacionados con el proyecto
- Informe MacBride de la Unesco
- Resolución del Parlamento Europeo en favor de los medios comunicación del tercer sector